# Astyochia philyroides
Astyochia philyroides är en fjärilsart som beskrevs av Paul Dognin 1898. Astyochia philyroides ingår i släktet Astyochia och familjen mätare. Inga underarter finns listade i Catalogue of Life.